# Tropidophis battersbyi

Tropidophis battersbyi är en kräldjursart som beskrevs av den belgiske herpetologen Laurent 1949. Tropidophis battersbyi är en orm som ingår i släktet Tropidophis, och familjen Tropidophiidae. Inga underarter finns listade i Catalogue of Life.

## Utbredning
T. battersbyi är en art som är endemisk för Ecuador i Sydamerika.